# Adrienne Clarkson
Adrienne Louise Clarkson (Hongkong, 10 februari 1939), is een Chinees-Canadese journaliste en staatsvrouw. Van 7 oktober 1999 tot 27 september 2005 was zij de 26e gouverneur-generaal van Canada en daarmee de eerste persoon van Aziatische afkomst en de tweede vrouw die deze taak vervulde. In 1941, tijdens de Tweede Chinees-Japanse Oorlog, vluchtte zij met haar familie van Hongkong naar Canada. Haar Chinese familienaam is Wǔ (伍).
- Gemeinsame Normdatei: 130541605
- International Standard Name Identifier: 0000 0001 0988 6889
- Library of Congress Control Number: nr95045371
- Nationale bibliotheek van Australië: 35028823
- Nederlandse Thesaurus van Auteursnamen: 327103388
- Système universitaire de documentation: 088882640
- Trove: 802125
- Virtual International Authority File: 74962648
- WorldCat: E39PBJxxh6wK6T6XdVx9X98wG3